# Isaac Delahaye
Isaac Delahaye est un musicien belge né le 9 janvier 1982 à Ypres. Il est guitariste au sein du groupe de metal symphonique hollandais Epica depuis janvier 2009. Il fut également le guitariste principal du groupe de death metal néerlandais God Dethroned.